# Водонца
Водонца (пол. Wodąca) — село в Польщі, у гміні Сенно Ліпського повіту Мазовецького воєводства.
Населення — 111 осіб (2011).
У 1975-1998 роках село належало до Радомського воєводства.

## Демографія
Демографічна структура станом на 31 березня 2011 року:
|          | Загалом | Допрацездатний вік | Працездатний вік | Постпрацездатний вік |
| -------- | ------- | ------------------ | ---------------- | -------------------- |
| Чоловіки | 55      | 14                 | 33               | 8                    |
| Жінки    | 56      | 12                 | 25               | 19                   |
| Разом    | 111     | 26                 | 58               | 27                   |